# Pseudobalbillus humilis
Pseudobalbillus humilis är en insektsart som beskrevs av Rauno E. Linnavuori 1969. Pseudobalbillus humilis ingår i släktet Pseudobalbillus och familjen dvärgstritar. Inga underarter finns listade i Catalogue of Life.